# Ronald Morris
Ronald Hugh Morris (ur. 27 kwietnia 1935 w Glendale, zm. 31 maja 2024) – amerykański lekkoatleta, który specjalizował się w skoku o tyczce.
W 1959 był czwarty na igrzyskach panamerykańskich, a rok później odniósł największy sukces w karierze zdobywając srebrny medal igrzysk olimpijskich w Rzymie. Trzykrotnie zdobywał tytuły mistrza USA (w 1958, 1961 i 1962) oraz reprezentował kraj w meczach międzypaństwowych, w 1962 zdobył złoty medal mistrzostw Japonii.
Rekord życiowy: 5,03 (1966).